# Wortheniellidae
De Wortheniellidae zijn een familie van uitgestorven weekdieren uit de klasse van de Gastropoda (slakken).

## Geslacht
- Wortheniella Schwardt, 1992 †